# Fábián László (kajakozó)
Fábián László (Budapest, 1936. július 10. – Budapest, 2018. augusztus 10.) olimpiai bajnok magyar kajakozó, edző. Beceneve Fábián Öcsi.

## Életútja
Az Árpád Gimnáziumban 1946-ban V.a., 1948-banVII.a. osztályban tanult.  15 évesen kezdett kajakozni a Bp. Dózsában, a korábbi sokszoros magyar bajnok Varga Ferenc hatására és segítségével. Olimpiai győzelmét mindössze húszévesen szerezte Urányi Jánossal 10000 méteren, mely egyben a magyar kajak-kenu sport első olimpiai aranya is volt. Később ez a szám már nem került megrendezésre az olimpiák történetében. Fábián összesen huszonhárom magyar bajnokságot nyert, a világ- és Európa-bajnokságokon tizenhat érmet - köztük 11 aranyat - szerzett különböző társakkal.
Versenyzői pályafutása befejeztével edzőként tevékenykedett, előbb az UTE majd az MTK szakosztályában. Felesége, Rozsnyói Katalin a magyar női kajaksport világhírű szakvezetője. Fábián az ő munkáját segítette éveken át.

## Sporteredményei
- olimpiai bajnok (K2 10000 méter: 1956)
- négyszeres világbajnok (K2 10000 méter: 1958, 1963, 1966, K4 10000 méter: 1963)
- világbajnoki második helyezett (K4 10000 méter: 1966)
- hatszoros Európa-bajnok (K2 500 méter: 1957, K2 1000 méter: 1961, K2 10000 méter: 1961, 1963, 1965, 1967)
- kétszeres Európa-bajnoki második helyezett (K2 10000 méter: 1957, K4 10000 méter: 1969)
- kétszeres Európa-bajnoki harmadik helyezett (K2 10000 méter: 1959, K2 1000 méter: 1965)
- huszonháromszoros magyar bajnok

## Díjai, elismerései
- A Magyar Köztársasági Érdemrend tisztikeresztje (2006)
- Gerevich Aladár emlékérem (2012)
- magyar fair play díj, életmű kategória (2016)[5]

## Emlékezete
- Urányi-Fábián UTE kajak-kenu vízitelep (2014)[6]